# Eernewoude
Eernewoude (officieel, Fries: Earnewâld, [jɛnə’vɔ:t]) is een dorp in de gemeente Tietjerksteradeel (officieel, Fries: Tytsjerksteradiel), in de Nederlandse provincie Friesland.
Het dorp is gelegen in het zuiden van de gemeente aan de rand van het natuur- en watersportgebied het Nationaal Park De Alde Feanen, tussen Leeuwarden en Drachten. Er zijn veerdiensten naar Wartena en De Veenhoop.
Het dorp telde in 2023 410 inwoners. Sinds 1989 is de officiële naam Earnewâld. Sinds 1980 bevindt zich bij het dorp het ooievaarsdorp It Eibertshiem.

## Geschiedenis
Eernewoude werd in 1471 voor het eerst vermeld als Eerndwaud. In 1573 werd het vermeld als Erendswolde, in 1579 als Erenwael en in 1664 als Eerenwolde. Sinds de 19e eeuw werd de plaats ook wel geduid als Arendswoud, een Hollandse overgecorrigeerde Nederlandstalige variant. Ook de spelling Arendswoude komt voor maar daarmee werd van oorsprong Aartswoud in West-Friesland bedoeld.

## Toerisme

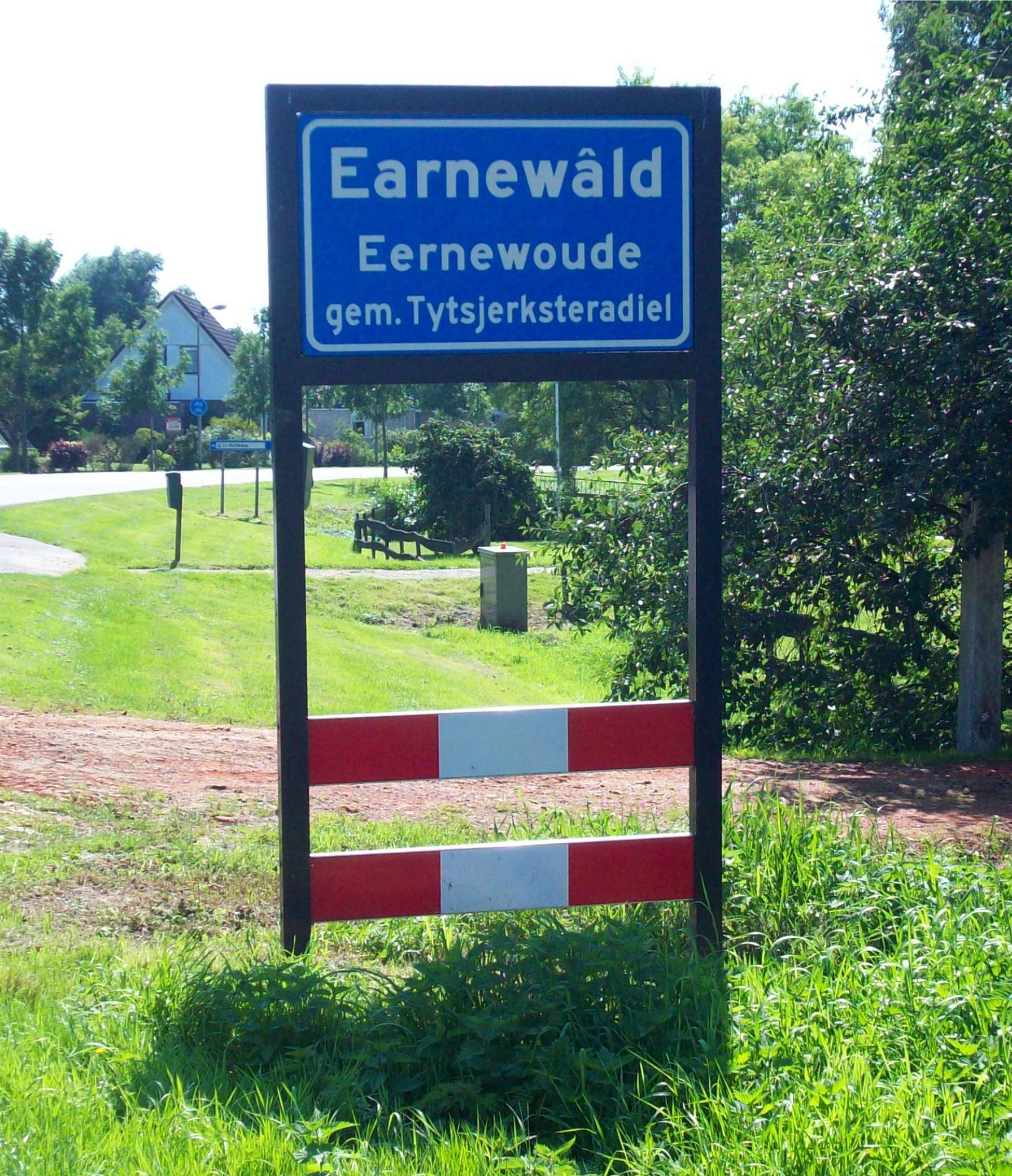
Eernewoude, kombord

Eernewoude is in de zomerperiode vooral een watersportplaats. Begin jaren negentig van de 20e eeuw is een aanzienlijk vakantiepark, de Buitenplaats It Wiid, in de nabijheid van het dorp gerealiseerd. Door de geografische ligging, aan de andere kant van het water, heeft dit niet tot een echte vergroting van de toeristische druk op het dorp geleid. Ditzelfde geldt voor de vergroting van de camping It Wiid, eveneens aan de overkant van het water.
Er zijn daarnaast verspreide zomerhuisjes (vaak zonder nutsvoorziening) in het waterrijke Oude Vennengebied. Sinds het begin van de 21ste eeuw worden ook diverse woningen in het dorp zelf gebruikt als recreatiewoning.
In de laatste week van de bouwvakvakantie wordt een braderie georganiseerd en vindt het Nationale Kampioenschap Parapluhangen plaats. Het toeristische seizoen wordt eind september afgesloten met een wedstrijd tussen zeilboten van het type valk die een bepaald circuit afleggen (Om 'e Noard).

## Sport

### Skûtsjesilen
Eernewoude is 3e etappeplaats van de jaarlijkse zeilwedstrijd tussen voormalige vrachtschepen (skûtsjes), overwegend stammend uit het begin van de twintigste eeuw. Bij deze competitie, georganiseerd door de Sintrale Kommisje Skûtsjesilen, die traditioneel steeds gedurende elf dagen tijdens de bouwvakvakantie in Friesland georganiseerd wordt, vindt in Eernewoude steeds op iedere eerste dinsdag van deze periode een zeilwedstrijd plaats op het lokale water van It Wiid. Het dorp levert een van de veertien skûtsjes. Op de overwegend nauwe vaarwegen rond het dorp die meestal door vervening zijn ontstaan levert dit bij gunstige windsterkte spectaculaire beelden op.
De aanvang van een nieuw watersportseizoen wordt traditioneel op Koningsdag gemarkeerd met een informele zeilwedstrijd tussen diverse lokale skûtsjes. Na de wedstrijd wordt steeds een nieuwe Feankeninginne ('Veenkoningin') gepresenteerd, afkomstig uit het dorp. De Feankeninginne is het volgende toeristische seizoen de ambassadrice van het dorp.

### Schaatswedstrijd
- De 100 van Eernewoude.

## Bouwwerken

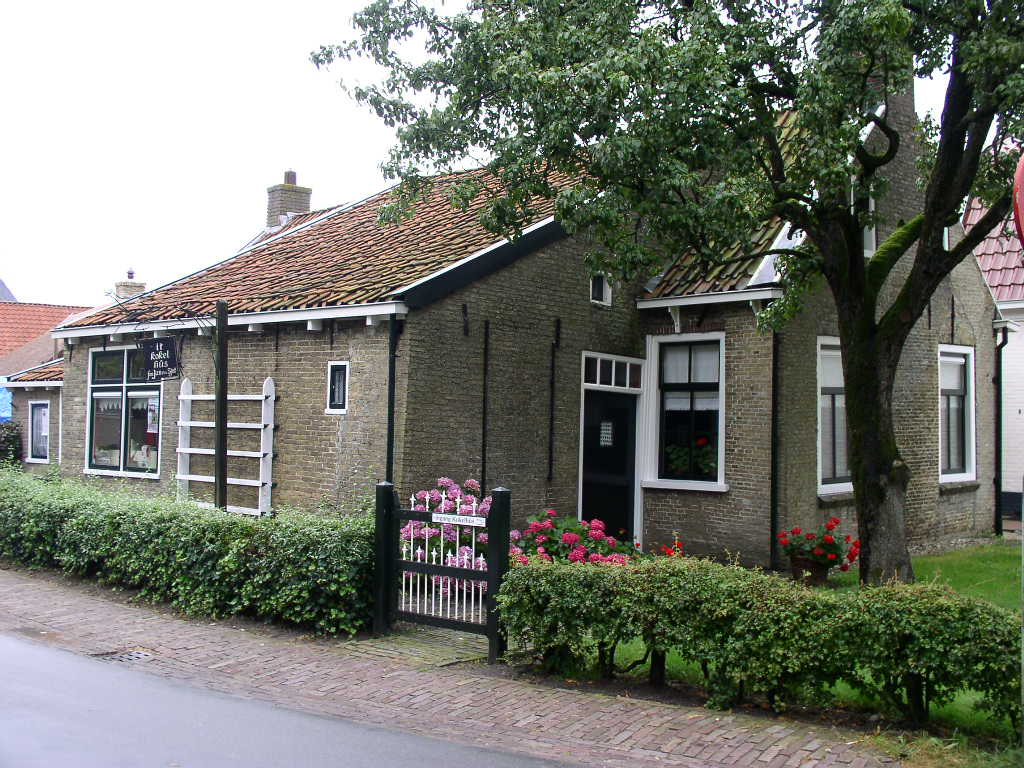
Museum It Kokelhûs
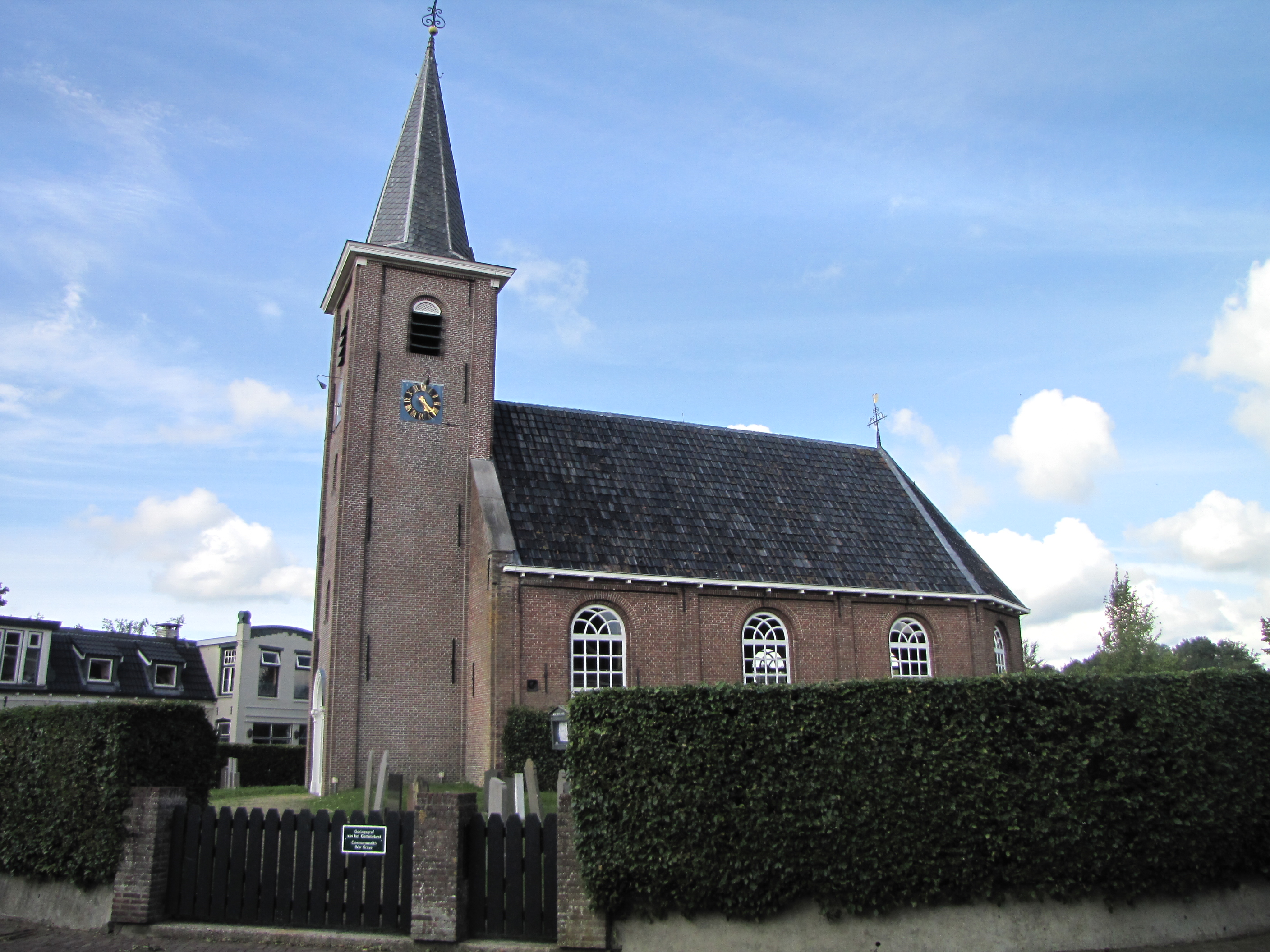
Hervormde kerk
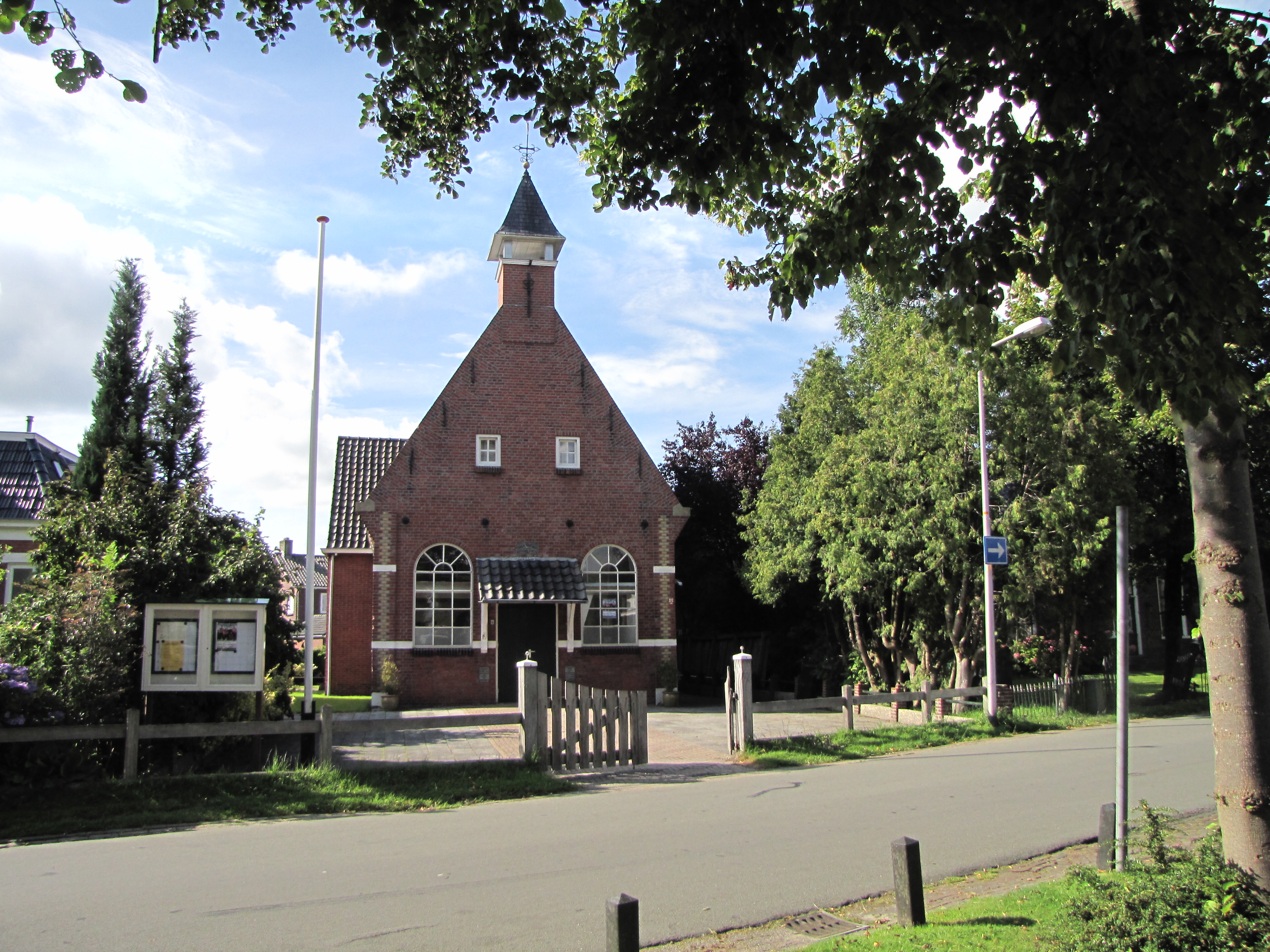
Gereformeerde kerk

### Molens
Ten westen van Eernewoude staat de Princehofmolen, een spinnenkopmolen. In de buurt van het dorp bevinden zich tevens vier Amerikaanse windmotoren, de Windmotor Eernewoude 1, 2, 3 en 4.